# Nipissing (circonscription provinciale)
Pour les articles homonymes, voir Nipissing.
Circonscription électorale provinciale du Canada
Nipissing est une circonscription provinciale de l'Ontario représentée à l'Assemblée législative de l'Ontario de 1890 à 1902 et depuis 1908.

## Géographie
La circonscription de Nipissing inclus:
- Les villes de North Bay et Mattawa
- Les municipalités de Callander, Powassan et Nipissing Ouest
- Les cantons de Bonfield, Calvin, Chisholm, East Ferris, Nipissing et Papineau-Cameron

Les circonscriptions limitrophes sont Haliburton—Kawartha Lakes—Brock, Parry Sound—Muskoka, Renfrew—Nipissing—Pembroke et Timiskaming—Cochrane

## Historique
| Législature                                                     | Années        | Député                  | Député                 | Parti                     |
| --------------------------------------------------------------- | ------------- | ----------------------- | ---------------------- | ------------------------- |
| Nipissing                                                       |               |                         |                        |                           |
| 7e                                                              | 1890–1894     |                         | John Loughrin          | Libéral                   |
| 8e                                                              | 1894–1898     |                         | John Loughrin          | Libéral                   |
| 7e                                                              | 1898–1902     |                         | John Loughrin          | Libéral                   |
| Circonscription dissoute parmi Nipissing East et Nipissing West |               |                         |                        |                           |
| Circonscription issue de Nipissing East                         |               |                         |                        |                           |
| 12e                                                             | 1908–1911     |                         | Henri Morel            | Conservateur              |
| 13e                                                             | 1911–1914     |                         | Henri Morel            | Conservateur              |
| 14e                                                             | 1914–1919     |                         | Henri Morel            | Conservateur              |
| 15e                                                             | 1919–1923     |                         | Joseph Marceau         | Libéral                   |
| 16e                                                             | 1923–1926     |                         | Henri Morel            | Conservateur              |
| 17e                                                             | 1926–1929     |                         | Henri Morel            | Conservateur              |
| 18e                                                             | 1929–1930     |                         | Henri Morel            | Conservateur              |
| 18e                                                             | 1930–1934     | Charles Robert Harrison |                        | Conservateur              |
| 19e                                                             | 1934–1935     |                         | Théodore Legault       | Libéral                   |
| 19e                                                             | 1935–1937     | Joseph Marceau          |                        | Libéral                   |
| 20e                                                             | 1937–1943     | Joseph Élie Cholette    |                        | Libéral                   |
| 21e                                                             | 1943–1945     |                         | Arthur Allen Casselman | Commonwealth coopératif   |
| 22e                                                             | 1945–1948     |                         | Victor Martin          | Libéral                   |
| 23e                                                             | 1948–1951     |                         | William Bruce Harvey   | Progressiste-conservateur |
| 24e                                                             | 1951–1954     |                         | William Bruce Harvey   | Progressiste-conservateur |
| 24e                                                             | 1954–1955     | Jean Marc Chaput        |                        | Progressiste-conservateur |
| 25e                                                             | 1955–1959     | Jean Marc Chaput        |                        | Progressiste-conservateur |
| 26e                                                             | 1959–1963     |                         | Leo Troy               | Libéral                   |
| 27e                                                             | 1963–1965     |                         | Leo Troy               | Libéral                   |
| 27e                                                             | 1965–1967     | Richard Smith           |                        | Libéral                   |
| 28e                                                             | 1967–1971     | Richard Smith           |                        | Libéral                   |
| 29e                                                             | 1971–1975     | Richard Smith           |                        | Libéral                   |
| 30e                                                             | 1975–1977     | Richard Smith           |                        | Libéral                   |
| 31e                                                             | 1977–1981     | Mike Bolan              |                        | Libéral                   |
| 32e                                                             | 1981–1985     |                         | Mike Harris            | Progressiste conservateur |
| 33e                                                             | 1985–1987     |                         | Mike Harris            | Progressiste conservateur |
| 34e                                                             | 1987–1990     |                         | Mike Harris            | Progressiste conservateur |
| 35e                                                             | 1990–1995     |                         | Mike Harris            | Progressiste conservateur |
| 36e                                                             | 1995–1999     |                         | Mike Harris            | Progressiste conservateur |
| 37e                                                             | 1999–2002     |                         | Mike Harris            | Progressiste conservateur |
| 37e                                                             | 2002–2003     | Al McDonald             |                        | Progressiste conservateur |
| 38e                                                             | 2003–2007     |                         | Monique Smith          | Libéral                   |
| 39e                                                             | 2007–2011     |                         | Monique Smith          | Libéral                   |
| 40e                                                             | 2011–2014     |                         | Vic Fedeli             | Progressiste conservateur |
| 41e                                                             | 2014–2018     |                         | Vic Fedeli             | Progressiste conservateur |
| 42e                                                             | 2018–2022     |                         | Vic Fedeli             | Progressiste conservateur |
| 43e                                                             | 2022–2025     |                         | Vic Fedeli             | Progressiste conservateur |
| 44e                                                             | 2025–en cours |                         | Vic Fedeli             | Progressiste conservateur |

## Circonscription fédérale
Depuis les élections provinciales ontariennes du 4 octobre 2007, l'ensemble des circonscriptions provinciales et des circonscriptions fédérales sont identiques. Toutefois, la circonscription de Nipissing fait exception de sorte à préserver une représentation du nord de l'Ontario à l'assemblée législative provinciale.